# Mimomantis milloti
Mimomantis milloti es una especie de mantis de la familia Iridopterygidae. Es la única especie del género Mimomantis.

## Distribución geográfica
Se encuentra en Madagascar.